# Système médical adventiste
Le système médical adventiste regroupe les établissements médicaux gérés par le mouvement protestant de l'Église adventiste du septième jour.

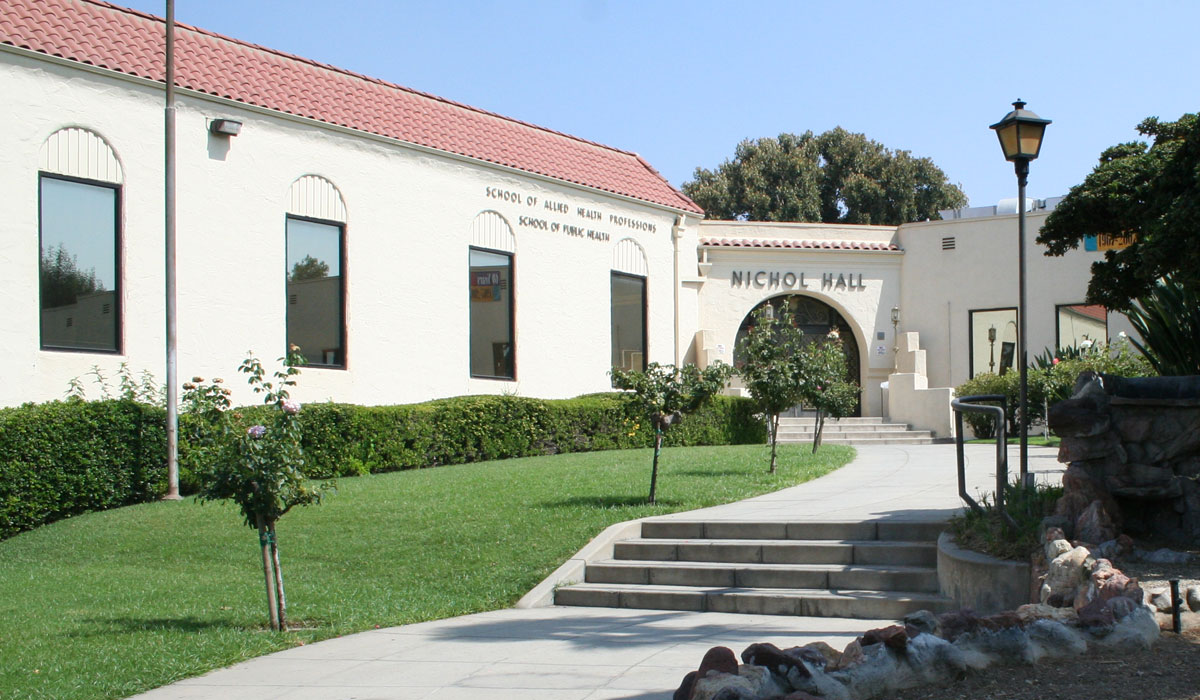
Nichol Hall à l'université de Loma Linda

## Description
Il se compose[Quand ?] d'environ 170 hôpitaux et sanitariums, 430 cliniques et dispensaires, ainsi que 160 orphelinats, maisons de retraite et écoles d’infirmiers.

## Histoire

### Joseph Bates
Dans les années 1840, engagé au sein du mouvement millérite dans la proclamation du retour du Christ[Quoi ?], Bates changea ses habitudes alimentaires. En 1843, il commença à suivre les principes de santé préconisés par Sylvester Graham. Il abandonna la consommation de la viande, du beurre, du fromage, de la graisse et des gâteaux riches en crème. Son alimentation comprenait des fruits, des légumes, des oléagineux et des céréales. Sa seule boisson fut de l’eau.

Les habitudes sanitaires de Bates demeurèrent strictement personnelles. Il encouragea les adventistes, à abandonner le tabac. Alors que la plupart des dirigeants adventistes furent souvent atteints par la maladie, il jouit d’une santé robuste presque jusqu’à sa mort, peu avant 80 ans.

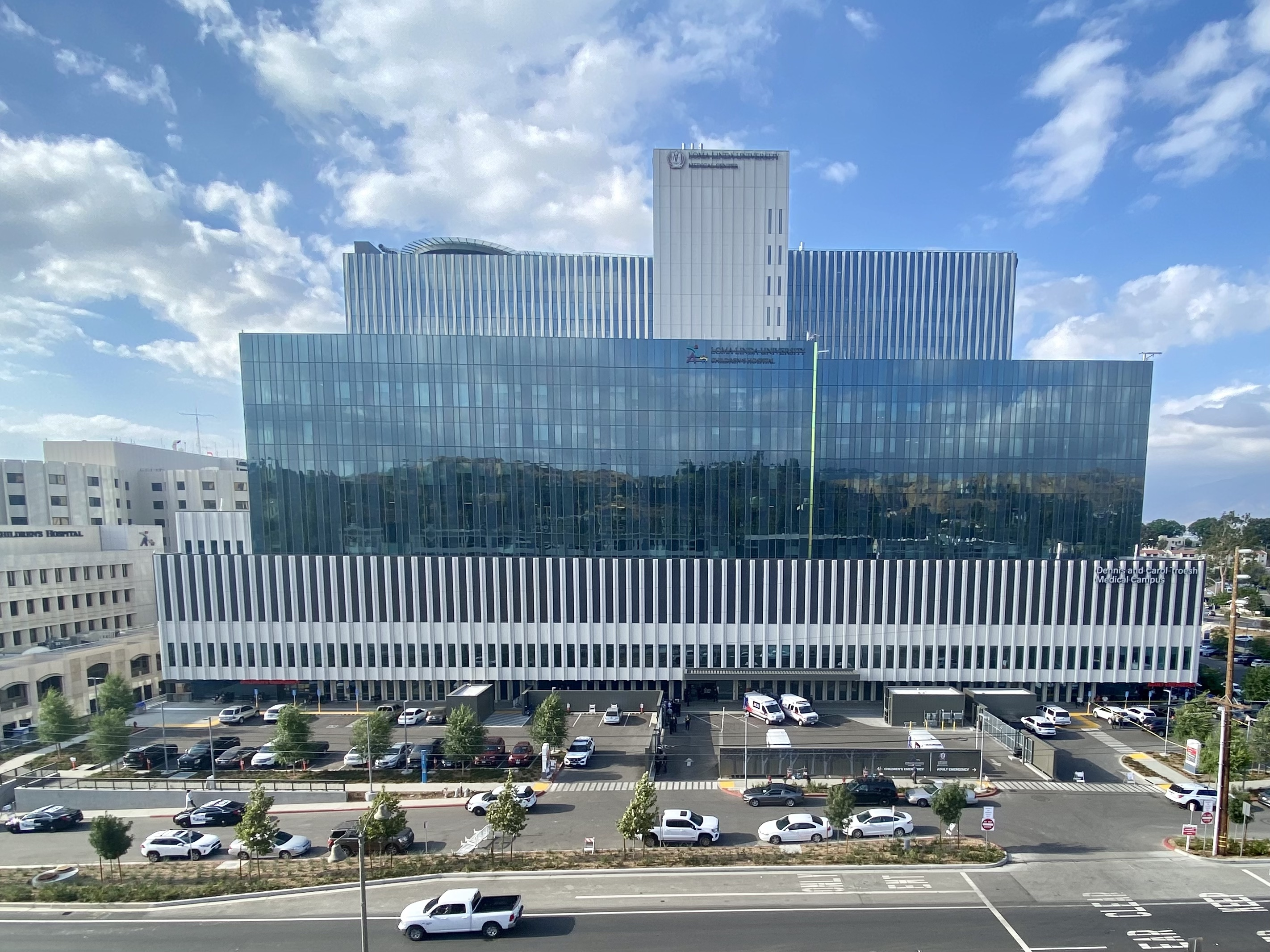
Centre médical universitaire de Loma Linda, Californie

### Début du système médical adventiste

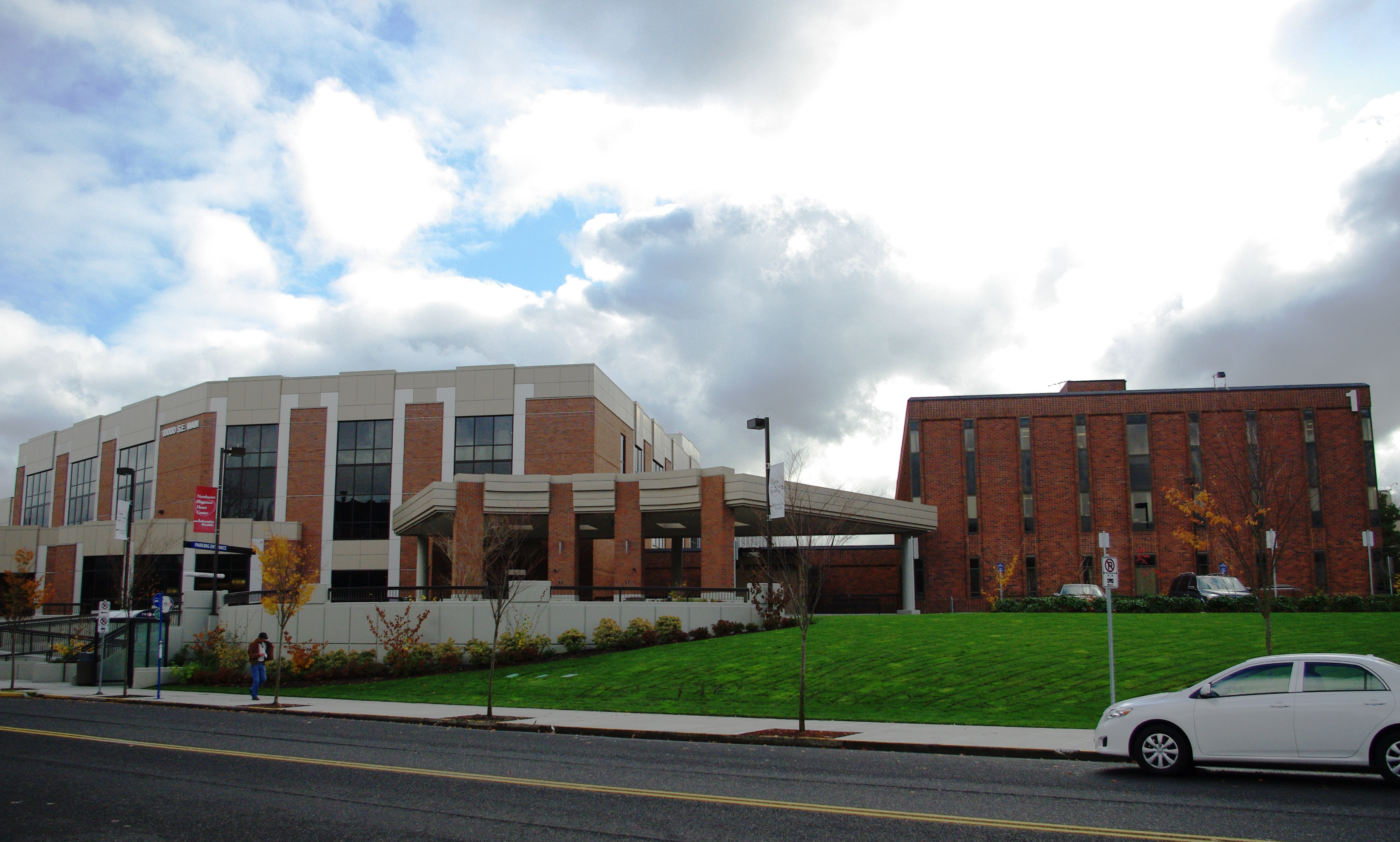
Centre médical adventiste de Portland, Oregon

Selon les adventistes, au cours d'un voyage dans le Michigan, Ellen White eut une vision de 45 minutes le 6 juin 1863 à Otsego dans la maison d'Aaron Hilliard, en présence de plusieurs familles, sur des instructions relatives à la santé et aux « huit remèdes naturels » : l’air pur, la lumière du soleil, la tempérance, le repos, l’exercice, la nutrition, l’eau et la confiance en Dieu. Quand elle rapporta cette vision - appelée « la vision de la réforme sanitaire », - quelques personnes informées lui demandèrent si elle avait lu les écrits des réformateurs sanitaires qui exprimaient certaines idées similaires – notamment dans la revue The Laws of Life (les lois de la vie), du Dr James Caleb Jackson (1811-1895), l’inventeur de Granula, le premier petit déjeuner de céréales. Jackson suggérait dix remèdes naturels : l'air, l'alimentation, l'eau, les rayons du soleil, l'exercice, l'habillement approprié, le sommeil, le repos, et l'influence sociale, mentale et morale.
Ellen White répondit par la négative, et précisa qu’elle n’examinerait aucun de leurs écrits avant de publier les instructions. Elle se dit déterminée à ce que personne ne dise « que j’ai reçue ma lumière sur la santé de la part des médecins et non du Seigneur. » Vers la fin de l'année 1863, elle publia les instructions de la vision dans le livre Spiritual Gifts, vol. 4.

### John Kellogg, l’organisateur
Le médecin et chirurgien John Harvey Kellogg fut le principal architecte de la mise en œuvre de la réforme sanitaire et du système médical adventiste. Suivant attentivement les conseils d’Ellen White, il déploya une grande énergie pour inciter les adventistes et le public en général à pratiquer les principes de ce mode de vie. Quand il devint le directeur de l'Institut de la réforme sanitaire en 1876, l'une de ses premières initiatives fut de changer son nom pour l'appeler en 1878 le Sanitarium de Battle Creek, c'est-à-dire « un lieu où les gens apprennent à rester en bonne santé, un centre de bien-être » (à ne pas confondre avec un sanatorium).
Sous sa direction, en une trentaine d'années, des sanitariums furent construits à travers le monde, ainsi que des centres d’hydrothérapie, des restaurants végétariens et centres d’accueil urbains pour aider les pauvres, les orphelins, les personnes sans emploi, les alcooliques et les prostituées.

### Le système médical adventiste aujourd'hui
Dr Wayne McFarlane et Elman Folkenberg conduisirent le premier Plan de 5 jours pour cesser de fumer en 1960, quatre ans avant que le ministère de la Santé américain établisse un lien entre la cigarette et le cancer des poumons. Plus de 20 millions de personnes à travers le monde ont assisté à ce programme au cours des trente dernières années. Selon les statistiques, entre 30 et 52 % des personnes qui suivent ce plan arrêtent totalement de fumer à long terme, ce qui en fait l'un des programmes les plus efficaces de détoxication du tabagisme. En France, la Ligue Vie et Santé, fondée en 1970 par Philippe Augendre et Dr Jacques Dufau, a souvent obtenu des taux de réussite exceptionnels. Jusqu'à 95 % des participants à un programme du Plan de 5 jours ont arrêté de fumer.

Le 26 octobre 1984, l'hôpital adventiste de Loma Linda fut au centre de l'attention mondiale quand le Dr Leonard Bailey transplanta un cœur de babouin dans la poitrine d'un bébé, surnommé Baby Fae, qui naquit avec un grave défaut cardiaque, appelé « hypoplastie du cœur gauche ». Il figure, notamment en 2024, pour certaines spécialités, au palmares des meilleurs hôpitaux selon le classement de la revue Newsweek.

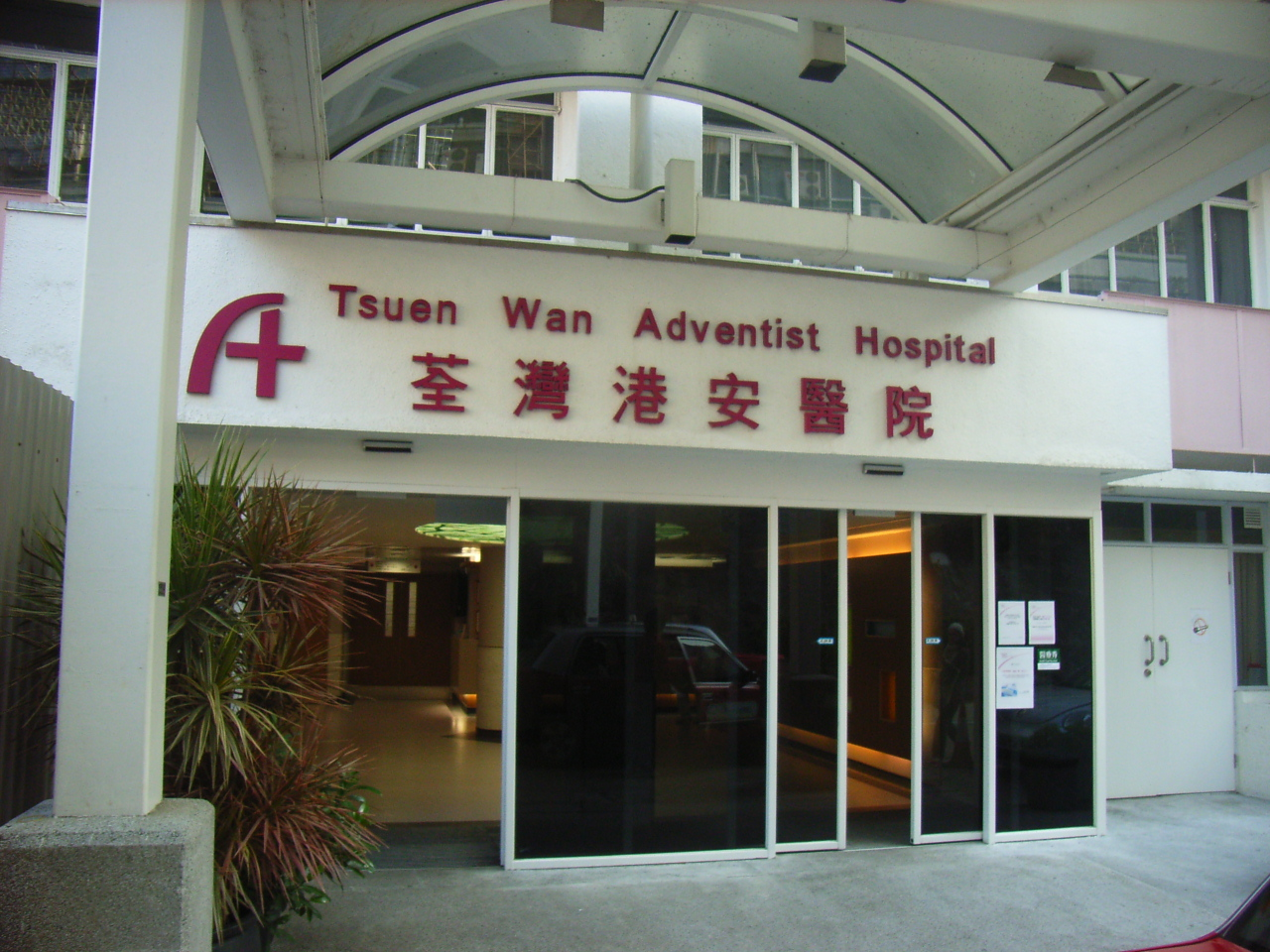
Hôpital adventiste Tsuen Wan, Hong Kong.

## Films
- 2010 - The Adventists, film documentaire de Martin Doblmeier, réalisateur allemand, sur l'histoire, la philosophie et le fonctionnement du système médical adventiste. Ce film fut présenté pour la première fois à la télévision en février 2010 sur la chaîne américaine PBS[17].